# Bahnstrecke Tutting–Kößlarn
| |                      |                     |                     |
| Streckennummer: | 5728                 |                     |                     |
| Kursbuchstrecke (DB): | 427f (1960)          |                     |                     |
| Kursbuchstrecke: | 427f (1946)          |                     |                     |
| Streckenlänge: | 9,781 km             |                     |                     |
| Spurweite: | 1435 mm (Normalspur) |                     |                     |
| Maximale Neigung: | 17,5 ‰               |                     |                     |
| Minimaler Radius: | 300 m                |                     |                     |
| |                      |                     |                     |
| \| \| \| von Simbach (Inn) \| \| \| \| 0,000 \| Tutting \| Tutting \| \| \| \| nach Pocking \| \| \| \| 1,440 \| Erlbach (Niederbay) \| Erlbach (Niederbay) \| \| \| 3,558 \| Rotthalmünster \| Rotthalmünster \| \| \| 5,630 \| Pattenham \| Pattenham \| \| \| 7,150 \| Kühbach \| Kühbach \| \| \| 9,781 \| Kößlarn \| Kößlarn \| \| \| \| \| \| \| Quellen: [1][2] \| \| \| \| |                      |                     |                     |
| Strecke (außer Betrieb) |                      | von Simbach (Inn)   | von Simbach (Inn)   |
| Bahnhof (Strecke außer Betrieb) | 0,000                | Tutting             | Tutting             |
| Abzweig geradeaus und nach rechts (Strecke außer Betrieb) |                      | nach Pocking        | nach Pocking        |
| Haltepunkt / Haltestelle (Strecke außer Betrieb) | 1,440                | Erlbach (Niederbay) | Erlbach (Niederbay) |
| Bahnhof (Strecke außer Betrieb) | 3,558                | Rotthalmünster      | Rotthalmünster      |
| Haltepunkt / Haltestelle (Strecke außer Betrieb) | 5,630                | Pattenham           | Pattenham           |
| Haltepunkt / Haltestelle (Strecke außer Betrieb) | 7,150                | Kühbach             | Kühbach             |
| Kopfbahnhof Streckenende (Strecke außer Betrieb) | 9,781                | Kößlarn             | Kößlarn             |
| |                      |                     |                     |
| Quellen: |                      |                     |                     |

Die Bahnstrecke Tutting–Kößlarn war eine Nebenbahn in Niederbayern. Sie zweigte in Tutting von der Bahnstrecke Simbach–Pocking ab und führte über Rotthalmünster nach Kößlarn.

## Geschichte
Diese Bahnstrecke war das ursprünglich so nicht geplante Ergebnis eines langjährigen Tauziehens der Märkte Rotthalmünster und Kößlarn, die beide eine Lokalbahn von Simbach am Inn mit ihrem Ort als Endstation erstrebten. Die Staatsbahn entschied, dass nur eine Linie gebaut werden könne, und die Linie den Inn entlang nach Rotthalmünster wurde als die günstigere beurteilt gegenüber der von Kößlarn vorgeschlagenen Linie, die über Wittibreut durch hügeliges Gebiet geführt hätte.
Dennoch sandten Kößlarn und Wittibreut am 27. Oktober 1900 eine neue Petition nach München an die Generaldirektion der Königlich Bayerischen Staats-Eisenbahnen zugunsten eines Eisenbahnbaus nach Kößlarn. Generaldirektor Gustav Ebermayer vermerkte, dass dieser Eingabe nicht näherzutreten sei, man sei aber bereit, eine Projektierung Rotthalmünster–Kößlarn durchzuführen, wenn dafür 1.000 Mark überwiesen werden würden, was umgehend durch Kößlarn geschah.
Am 10. August 1904 trat das Gesetz über die 23,07 Kilometer lange Lokalbahn Simbach–Tutting–Rotthalmünster in Kraft. Kößlarn hatte man vorläufig ausgespart. Erst das Gesetz vom 26. Juni 1908 beschloss den Bau der 6,23 Kilometer langen Reststrecke nach Kößlarn. Am 29. Oktober 1910 wurde die Bahnstrecke von Simbach nach Rotthalmünster eröffnet, am 1. Mai 1911 die Reststrecke nach Kößlarn.
Schon am 2. November 1912 wurde jedoch ein Gesetz beschlossen, die Strecke von Tutting aus nach Pocking zu verlängern, um die Verbindung zwischen Passau und Simbach herzustellen. Am 1. Dezember 1914 wurde die Strecke Tutting–Pocking in Betrieb genommen, womit zugleich die Bahnstrecke Simbach–Pocking zustande gekommen war.

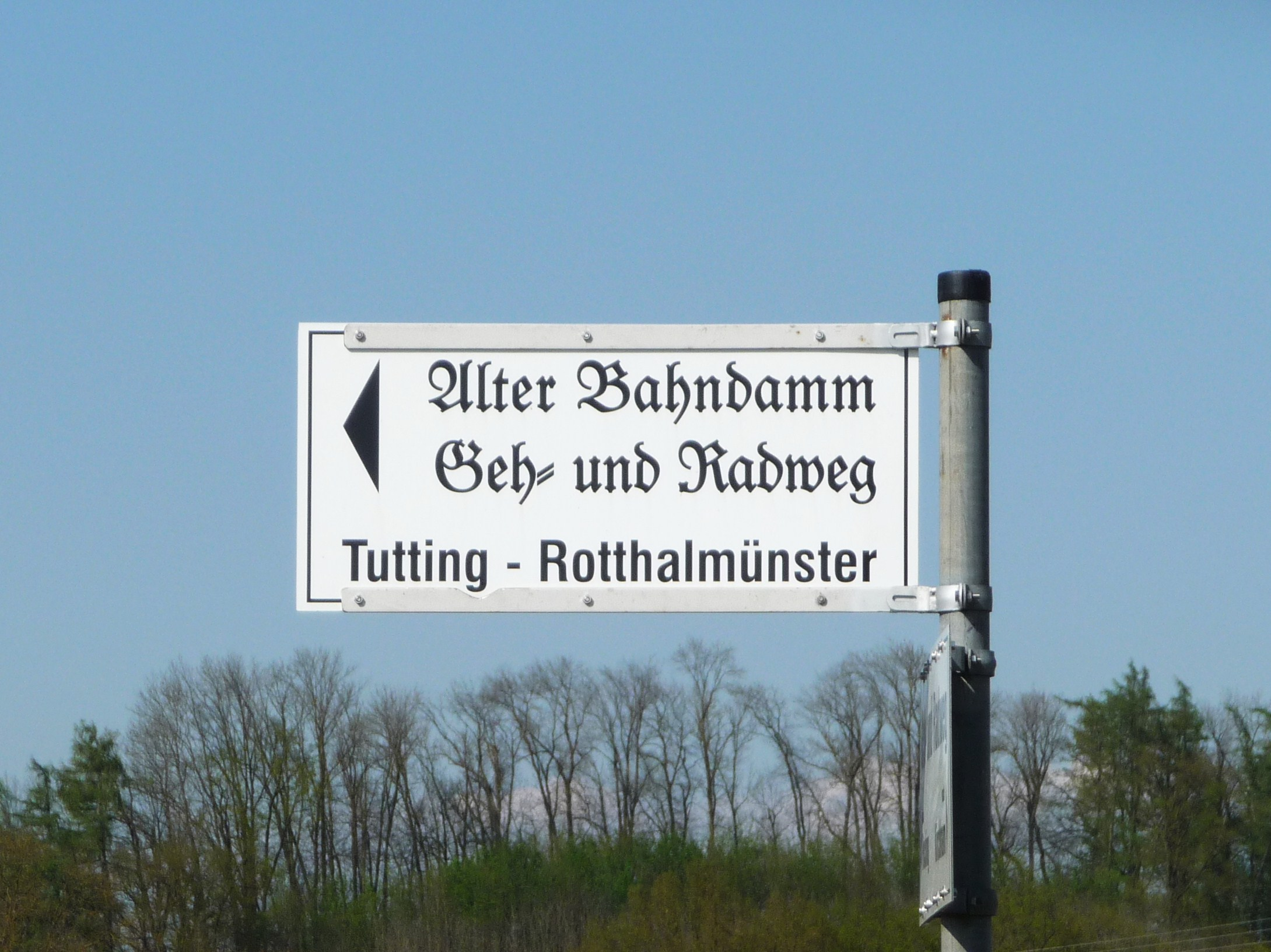
Hinweistafel in Tutting am Beginn des Radwegs

Dadurch war der Abschnitt von Tutting nach Kößlarn zur Stichbahn geworden, die auch eigenständig betrieben wurde. Diese Lokalbahn erwies sich – trotz des bis in die 1950er Jahre relativ hohen Fahrgastaufkommens – ebenso als unrentabel wie die Bahnstrecke von Simbach nach Pocking. 1921 verkehrten zwischen Tutting und Kößlarn täglich drei Reisezugpaare, welche die 9,8 Kilometer lange Strecke in 38 Minuten bewältigten. Ab Winter 1953/54 wurden zusätzlich Uerdinger Schienenbusse eingesetzt, wodurch sich die Fahrzeit auf 22 Minuten verkürzte. Dennoch stellte die Deutsche Bundesbahn am 2. Oktober 1960 den Reiseverkehr ein. Am 1. Januar 1970 beendete man den Güterverkehr zwischen Rotthalmünster und Kößlarn. Der 1. Januar 1996 brachte schließlich die Stilllegung des verbliebenen Abschnitts zwischen Tutting und Rotthalmünster, nachdem dort zuvor bisweilen wochenlang kein Zug verkehrt war. Die gesamte Bahnstrecke ist heute abgebaut, auf der Trasse verläuft ein Radweg.
Im Jahr 2007 wurde die ehemalige Bahnanlage durch das Eisenbahn-Bundesamt in einem Verfahren nach § 23 Allgemeines Eisenbahngesetz von Bahnbetriebszwecken freigestellt und damit die letzte eisenbahnrechtliche Bindung aufgegeben.